# Міжнародна хокейна ліга
Міжнародна хокейна ліга (англ. International Hockey League, МХЛ) — невелика професійна хокейна ліга в США та Канаді, яка діяла з 1945 по 2001 рік. МХЛ служила альтернативною системою фарм-клубів Національної хокейної ліги (НХЛ) замість Американської хокейної ліги (АХЛ). Після 56 років діяльності фінансова нестабільність призвела до розпаду ліги. Шість із семи вцілілих команд об’єдналися в АХЛ у 2001 році.

## Історія
МХЛ було створено 5 грудня 1945 року на тригодинній зустрічі в готелі «Norton Palmer» у Віндзорі, Онтаріо. Були присутні Джек Адамс (тренер Detroit Red Wings), Фред Губер (зв’язки з громадськістю Red Wings), Френк Галлахер (пізніше комісар ліги), Ллойд Поллок (віндзорський піонер хокею), Джеральд Макх’ю (віндзорський юрист), Лен Геберт, Лен Лорі та Білл Бекман. Ліга розпочала роботу в сезоні 1945–1946 рр. з чотирьох команд у Віндзорі та Детройті, та діяла як напівпрофесійна ліга.